# Meg Tilly
Margaret Elizabeth Chan, conhecida como Meg Tilly (Long Beach, Califórnia, 14 de fevereiro de 1960) é uma atriz estadunidense,indicada ao Oscar de Melhor Atriz Coadjuvante/Secundaria pelo filme Agnes of God.

## Biografia
Filha de um vendedor de carros sino-estadunidense e de uma professora pouco convencional, após o divórcio dos pais, Meg foi viver na Columbia Britânica, no Canadá, para onde a mãe e o padrasto se transferiram. Pretendia ser bailarina, mas um problema nas costas cortou seus planos. Foi em razão do balê a sua estréia no cinema, no filme Fame, de Alan Parker, em 1980. Participou também da série de televisão Hill Street Blues, em 1981. Sua habilidade na dança, contudo, nunca ficou esquecida. Isso pode ser percebido em The Big Chill e Psycho II, ambos filmes de 1983.
Foi indicada ao Oscar de melhor atriz coadjuvante por Agnes of God, de 1985, papel pelo qual foi vencedora do Globo de Ouro do mesmo ano. Participou do filme Valmont (1989), dirigida por Milos Forman. Desde 1995 está afastada do cinema, tendo voltado a morar no Canadá, onde se dedica a escrever livros e a cuidar dos três filhos.
Escreveu dois livros, Singing Songs (1994; Dutton Books) e Gemma (2006; Syren Book Company).
É irmã da atriz Jennifer Tilly.

## Filmografia selecionada
| Year | Title               | Role              | Director         |
| ---- | ------------------- | ----------------- | ---------------- |
| 1980 | Fame                | Principal Dancer  | Alan Parker      |
| 1982 | Tex                 | Jamie Collins     | Tim Hunter       |
| 1983 | One Dark Night      | Julie Wells       | Tom McLoughlin   |
| 1983 | Psycho II           | Mary Loomis       | Richard Franklin |
| 1983 | The Big Chill       | Chloe             | Lawrence Kasdan  |
| 1984 | Impulse             | Jennifer          | Graham Baker     |
| 1985 | Agnes of God        | Sister Agnes      | Norman Jewison   |
| 1986 | Off Beat            | Rachel Wareham    | Michael Dinner   |
| 1988 | Masquerade          | Olivia Lawrence   | Bob Swaim        |
| 1988 | The Girl in a Swing | Karin Foster      | Gordon Hessler   |
| 1989 | Valmont             | Madame de Tourvel | Miloš Forman     |
| 1990 | The Two Jakes       | Kitty Berman      | Jack Nicholson   |
| 1992 | Leaving Normal      | Marianne Johnson  | Edward Zwick     |
| 1993 | Body Snatchers      | Carol Malone      | Abel Ferrara     |
| 1994 | Sleep with Me       | Sarah             | Rory Kelly       |
| 2016 | Antibirth           | Lorna             | Danny Perez      |
| 2017 | War Machine         | Jeannie McMahon   | David Michôd     |

### Televisão
| Year    | Title                             | Role            | Notes                             |
| ------- | --------------------------------- | --------------- | --------------------------------- |
| 1981    | The Trouble with Grandpa          | Dorie           | Television special                |
| 1982    | Hill Street Blues                 | Hooker          | Episode: "Some Like It Hot-Wired" |
| 1989    | Nightmare Classics                | Carmilla        | Episode: "Carmilla"               |
| 1990    | In the Best Interest of the Child | Jennifer Colton | Television film                   |
| 1993    | Road to Avonlea                   | Evelyn Grier    | Episode: "Evelyn"                 |
| 1993    | Fallen Angels                     | Lois Weldon     | Episode: "Dead-End for Delia"     |
| 1994    | Winnetka Road                     | George Grace    | Main cast (6 episodes)            |
| 1994    | Primal Secrets                    | Faith Crowell   | Television film                   |
| 1995    | Journey                           | Min             | Television film                   |
| 2010    | Caprica                           | Mother          | Recurring role (2 episodes)       |
| 2012–13 | Bomb Girls                        | Lorna Corbett   | Lead role (18 episodes)           |
| 2014    | Bomb Girls: Facing the Enemy      | Lorna Corbett   | Television film                   |